# Olaj (fogalom)
Olaj minden olyan kémiai anyag, amely viszkózus folyadék környezeti hőmérsékleten, és hidrofób (nem keveredik vízzel), illetve lipofil (más olajokkal keveredik). Az olajok magas szén- és hidrogéntartalmúak, illetve általában gyúlékonyak. A legtöbb olaj telítetlen lipid, amely szobahőmérsékleten folyékony. Az olaj vízzel nem elegyithető.
Az olaj általános meghatározása magában foglalja azokat a kémiai vegyületek osztályait, amelyek szerkezete, tulajdonságai és felhasználása szempontjából egyébként nem kapcsolódhatnak egymáshoz. Az olajok lehetnek állati, növényi vagy petrolkémiai eredetűek, illékonyak vagy nem illékonyak. Élelmiszerekhez (pl. olívaolaj), üzemanyaghoz (pl. fűtőolaj), gyógyászati célokra (pl. ásványi olaj), kenéshez (pl. motorolaj), valamint többféle festék, műanyag és egyéb anyagok gyártásához használják őket. A speciálisan elkészített olajokat néhány vallási szertartáson és rituálén használják.

## Etimológia
Az olaj szó angol megfelelője, az oil az ófrancia oile szóból ered, amely a latin oleum szóból származik. A latin oleum szó viszont a görög ἔλαιον (elaion) szóból ered. A magyar olaj szó pedig a szlovén/szlovák olej szóból származik, amelyek szintén a latin oleum szóból erednek.

## Típusok

### Szerves olajok
A szerves olajokat figyelemre méltó sokféleségben állítják elő növények, állatok és más organizmusok természetes anyagcsere-folyamatok révén. A lipid a zsírsavak, szteroidok és hasonló vegyi anyagok tudományos elnevezése, amelyek gyakran megtalálhatók az élőlények által termelt olajokban, míg az olaj a vegyszerek általános keverékére utal. A szerves olajok lipidektől eltérő vegyi anyagokat is tartalmazhatnak, beleértve a fehérjéket, viaszokat (olajszerű tulajdonságokkal rendelkező vegyületek osztálya, amelyek közös hőmérsékleten szilárdak) és alkaloidokat. A lipideket úgy lehet osztályozni, hogy azokat egy szervezet állítja elő, a lipidek kémiai szerkezete és vízoldékonysága korlátozott az olajokhoz képest. Magas szén- és hidrogéntartalommal rendelkeznek, és más szerves vegyületekhez és ásványi anyagokhoz képest jelentősen hiányzik az oxigén; általában viszonylag nem poláros molekulák, de tartalmazhatnak mind poláris, mind nem poláris régiókat, például a foszfolipidek és a szteroidok esetében.

### Ásványi olajok
A kőolaj vagy a kőolaj és annak finomított összetevői, amelyeket együttesen petrolkémiai anyagoknak neveznek, döntő erőforrások a modern gazdaságban. A kőolaj ősi megkövesedett szerves anyagokból származik, például zooplanktonból és algákból, amelyeket a geokémiai folyamatok olajokká alakítanak. Az "ásványolaj" elnevezés téves, mivel nem az ásványi anyagok az olaj forrása, hanem az ókori növények és állatok. Az ásványi olaj szerves, azonban az "ásványolaj" kategóriába sorolják az "organikus (természetes) olaj" helyett, mivel szerves eredete távoli (és a felfedezéskor ismeretlen volt). Az ásványolaj a nyersolaj számos specifikus desztillátumára is utal.